# Organisation latino-américaine de l'énergie
L'Organisation latino-américaine de l'énergie (Organización Latinoamericana de Energía ou OLADE) est une organisation internationale consacrée à la coordination énergétique des pays membres. Son siège se situe à Quito, en Équateur.
Sa mission est de « promouvoir des accords entre ses États Membres et effectuer des actions pour satisfaire aux nécessités énergétiques, par le développement durable de différentes sources d'énergie », et sa vision est de constituer « l'organisation politique et d'appui technique, par laquelle ses États membres effectuent des efforts communs pour l'intégration et le développement du marché énergétique régional.  

## États membres
- Argentine
- Barbade
- Belize
- Bolivie
- Brésil
- Chili
- Colombie
- Costa Rica
- Cuba
- Équateur
- Salvador
- Grenade
- Guatemala
- Guyana
- Haïti
- Honduras
- Jamaïque
- Mexique
- Nicaragua
- Panama
- Paraguay
- Pérou
- République dominicaine
- Suriname
- Trinité-et-Tobago
- Uruguay
- Venezuela